# Пионер-6, -7, -8 и -9

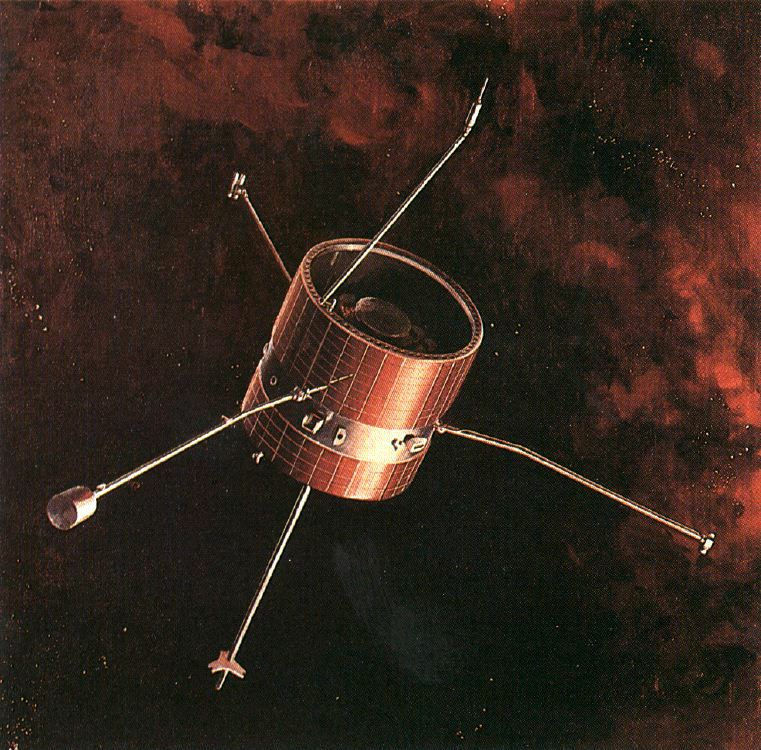
Художественное изображение одного из «Пионеров» серии 6-9 в космосе

Пионер-6, Пионер-7, Пионер-8, Пионер-9 — однотипные аппараты НАСА серии «Пионер», запущенные в 1965—1969 на околосолнечную орбиту с целью изучения Солнца и межпланетного пространства. Некоторые из них проработали более 30 лет, войдя в число самых долгоживущих космических аппаратов.

## Запуски
«Пионер-6» был запущен 16 декабря 1965, «Пионер-7» — 17 августа 1966, «Пионер-8» — 13 декабря 1967, «Пионер-9» — 8 ноября 1968. В 1969 был запущен «Пионер-E» (который должен был стать «Пионером-10»), однако он был уничтожен при аварии ракеты-носителя.

## Цель
Целью аппаратов было изучение солнечной плазмы, микрометеоритных потоков, космических лучей, магнитных возмущений, солнечного ветра, физики частиц. В 1974 году «Пионер-6» прошел через хвост кометы Когоутека на расстоянии около 100 миллионов км и передал данные о его составе («Пионер-8» также принимал участие в этом исследовании, но с большего расстояния). «Пионер-7» провел эксперимент, связанный с попыткой обнаружить следы атмосферы Луны, а также в 1986 году (почти через 20 лет после запуска) участвовал в исследовании кометы Галлея.

## Технические характеристики
Масса аппаратов составляла от 137 до 144 фунтов (от 62 до 66 кг), длина корпуса 88,9 см, диаметр 94 см. Научное оборудование аппаратов включало магнитометр (у «Пионеров» 6-8 одноосный, у «Пионера-9» трёхосный), приборы для изучения солнечной плазмы, электростатических полей и космических лучей. Начиная с «Пионера-8» был добавлен детектор космической пыли. Система электропитания включала солнечные батареи и серебряно-цинковую аккумуляторную батарею. Бортовой компьютер был оснащён запоминающим устройством объёмом 15 232 бит. Система связи имела 2 приёмника, 2 передатчика и 2 антенны с различным коэффициентом усиления. Она обеспечивала передачу информации на скоростях от 8 до 512 бод.

## Длительность работы
Космические аппараты данной серии были рассчитаны на работу в космосе в течение как минимум 6 месяцев. На практике они значительно превысили этот показатель. «Пионер-9» вышел из строя в 1983 году. «Пионер−7» и «Пионер−8» работали вплоть до середины 1990-х годов, когда связь с ними была прекращена из соображений экономии. Последний успешный сеанс связи с «Пионером-6» был проведён 8 декабря 2000 года в честь 35-летия его запуска. На этот момент «Пионер-6» являлся старейшим действующим космическим аппаратом в истории.